# Mapam
Pour les articles homonymes, voir Parti uni des travailleurs.
Ne doit pas être confondu avec Mapaï ou Loi MAPAM.
Mapam (en hébreu : מפ"ם -מפלגת הפועלים המאוחדת - Mifleget HaPoalim HaMeuhedet qui signifie « Parti des travailleurs unis », et en arabe : حزب العمال الموحد) est un parti politique israélien né à l'époque de la Palestine mandataire et se réclamant du marxisme. Il fut actif au sein de la politique israélienne jusqu'aux années 1990.

## Histoire

### Naissance
Le parti naît en janvier 1948 de la fusion des mouvements Hachomer Hatzaïr, Poale Zion et Akhdut HaAvoda (ces deux derniers partis s'étaient déjà rapprochés peu avant). Mapam est alors l'aile gauche du mouvement kibboutzique, avec sa fédération des Kibboutz Artzi.

À l'origine, le Mapam est créé par des petits partis d'extrême gauche sioniste qui militaient pour un État judéo-arabe. Mais le Mapam accepte le plan de partage de la Palestine de 1947. Son « programme d'unité » de janvier 1948 précise de façon assez contradictoire :
« Le parti, tout en restant fondamentalement hostile au principe du partage territorial, participera avec toutes ses forces à l'édification de l'État juif et à sa défense. »

### Développement
Mapam est le deuxième plus grand parti politique en Israël aux élections de 1949, avec presque 15 % des voix, derrière le Parti travailliste, et ce statut est préservé jusqu'au milieu des années 1950. Mapam a jusqu'à cette date une orientation idéologique clairement pro-Union soviétique, avec une ligne politique stalinienne forte.
À compter du début des années 1950, l'URSS de Joseph Staline lance une violente campagne anti-sioniste. En 1952, des communistes juifs sont accusés de « sionisme » pendant le procès de Prague. Puis en 1953, des médecins juifs sont mis en cause dans le « complot des blouses blanches ». Ces évolutions secouent énormément les partisans du stalinisme. En 1954, l'aile droite du parti, Akhdut HaAvoda, quitte le Mapam, refusant l'alignement sur l'URSS.
En 1955, le Mapam subit un revers électoral, passant de 12,5 % à 7,3 % des suffrages. Le parti décide alors de prendre ses distances avec l'URSS, mais reste positionné comme le parti sioniste le plus à gauche du pays. La même année, l'aile gauche du parti critique l'éloignement d'avec l'Union soviétique. Sous la direction de Moshé Sneh, ancien chef d'État-major de la Haganah, elle rejoint le Parti communiste d'Israël. Elle y renforce la tendance juive la plus favorable au sionisme (même si elle ne s'en réclame plus officiellement).
Ces deux départs, ainsi que les liens passés avec l'URSS, affaiblissent nettement le Mapam. Avec une base sociologique étroite, celle des kibboutzim, le Mapam ne retrouve plus jamais son influence originelle. Le parti n'a en effet jamais réussi à s'implanter en milieu urbain, que ce soit dans le prolétariat ou dans les classes moyennes. Tant sa base électorale que son projet social sont étroitement liés aux kibboutzim. Ce n'est que pendant les années 1950 qu'il réussit à gagner des voix dans d'autres milieux. Il y parvient de plus en plus difficilement avec le temps.
De novembre 1955 à novembre 1961, le parti appartient au gouvernement. Il y revient en janvier 1966, et y restera jusqu'en 1977.
À compter des élections de 1969, le Mapam se présente aux élections sur les mêmes listes de candidats que le parti travailliste, mais sans fusionner (second alignement, ou Ma'arakh). Il continue cette politique jusqu'aux élections de 1988, pour lesquelles il se présente à nouveau seul. Le départ du Mapam de la coalition de gauche est lié au refus du gouvernement d'union nationale qui voit le Likoud (droite nationaliste) et les travaillistes gouverner ensemble de 1984 à 1990.
Cette longue période sans véritable autonomie politique a amplifié le déclin du Mapam. Sans doute souffre-t-il aussi de la crise des idéologies de gauche dans le pays : la gauche, et avec elle le Mapam, a perdu le pouvoir en 1977. Aux élections de 1988, il n'obtient que 2,5 % des suffrages.

### Meretz et la disparition du Mapam
En 1992, le Mapam s'unit au Ratz et au Shinouï pour former le cartel électoral Meretz, représentant le « camp de la paix » israélien (favorable à un retrait des territoires palestiniens occupés et hostile à leur colonisation).
Le Mapam fusionne officiellement avec le Ratz et une aile du Shinouï en 1996 et cesse d'exister en tant que parti distinct.

## Résultats électoraux
| Année | Voix                 | %                    | Rang                 | Sièges   | Gouvernement  |
| ----- | -------------------- | -------------------- | -------------------- | -------- | ------------- |
| 1949  | 64 018               | 14,7                 | 2e                   | 19 / 120 | Opposition    |
| 1951  | 86 095               | 12,5                 | 3e                   | 15 / 120 | Opposition    |
| 1955  | 62 401               | 7,3                  | 6e                   | 9 / 120  | Ben Gourion V |
| 1959  | 69 468               | 7,2                  | 4e                   | 9 / 120  |               |
| 1961  | 75 654               | 7,5                  | 5e                   | 9 / 120  |               |
| 1965  | 19 985               | 6,6                  | 5e                   | 8 / 120  | Meir I        |
| 1969  | au sein d'Alignement | au sein d'Alignement | au sein d'Alignement | 6 / 120  | Meir II       |
| 1973  | au sein d'Alignement | au sein d'Alignement | au sein d'Alignement | 6 / 120  |               |
| 1977  | au sein d'Alignement | au sein d'Alignement | au sein d'Alignement | 6 / 120  |               |
| 1981  | au sein d'Alignement | au sein d'Alignement | au sein d'Alignement | 6 / 120  |               |
| 1984  | au sein d'Alignement | au sein d'Alignement | au sein d'Alignement | 6 / 120  |               |
| 1988  | 56 345               | 2,5                  | 9e                   | 3 / 120  |               |

## Membres du Mapam
- Meire Ya'ari (en)
- Ya'akov Hazan (en)
- Le poète Rashid Hussein fut membre du Mapam jusqu'en 1962.